# Heinz Schiller
Heinz Schiller (Frauenfeld, 25 januari 1930 - 26 maart 2007) was een Formule 1-rijder uit Zwitserland.
Schiller deed mee in één Formule 1 wereldkampioenschap grand prix op 5 augustus 1962. Hij behaalde geen punten, omdat hij zijn auto moest verlaten wegens problemen met de oliedruk.